# Coelho Neto
Coelho Neto és un barri de la zona nord del municipi del Rio de Janeiro.
Limita amb els barris Barros Filho, Costa Barros, Pavuna, Acari, Irajá, Colégio, Roca Miranda i Honório Gurgel
El seu IDH, l'any 2000, era de 0,806, el 85è del municipi de Rio de Janeiro.

## Estructura
Es tracta d'un barri predominantment residencial, amb un comerç raonable i un bon servei de transport públic que inclou diverses línies d'autobusos i una estació de metro.
El barri de Coelho Neto és tallat per una important artèria de tràfic, l'Avinguda Brasil, que diàriament té un intens nombre de vehicles, a més de l'Avinguda Pastor Martin Luther King Jr. i de l'Avinguda dos Italianos.
El barri conta amb algunes escoles públiques, com l'Escola Municipal Érico Veríssimo, Charles Anderson Weaver, Monte Castelo i General Osório, d'ensenyament fonamental i el Col·legi Estadual Marechal João Batista de Mattos, l'escola té aquest nom en homenatge al primer Mariscal negre de la història de Brasil. Pel que fa al futbol, la Uniao Esportiva Coelho Neto va disputar diversos anys el Departament Autònom i en el carnaval, Unidos de Vila Santa Tereza.